# 西大宮站
西大宮站（日语：／ Nishi-ōmiya eki */?）是一個位於埼玉縣埼玉市西區西大宮一丁目，屬於東日本旅客鐵道（JR東日本）川越線的鐵路車站。

## 車站構造
本站月台為對向式月台2面2線設計，月台間以跨站式站房連接。
本站位於川越線單線路段內，下行線月台是本線，上行線月台為副本線，故本站有列車交會的功能。

### 月台配置
| 月台 | 路線          | 目的地                             |
| ---- | ------------- | ---------------------------------- |
| 1    | ■川越線       | 川越、高麗川方向                   |
| 2    | ■川越、埼京線 | 大宮、池袋、新宿、大崎、臨海線方向 |

（來源：JR東日本:車站構內圖 （页面存档备份，存于））

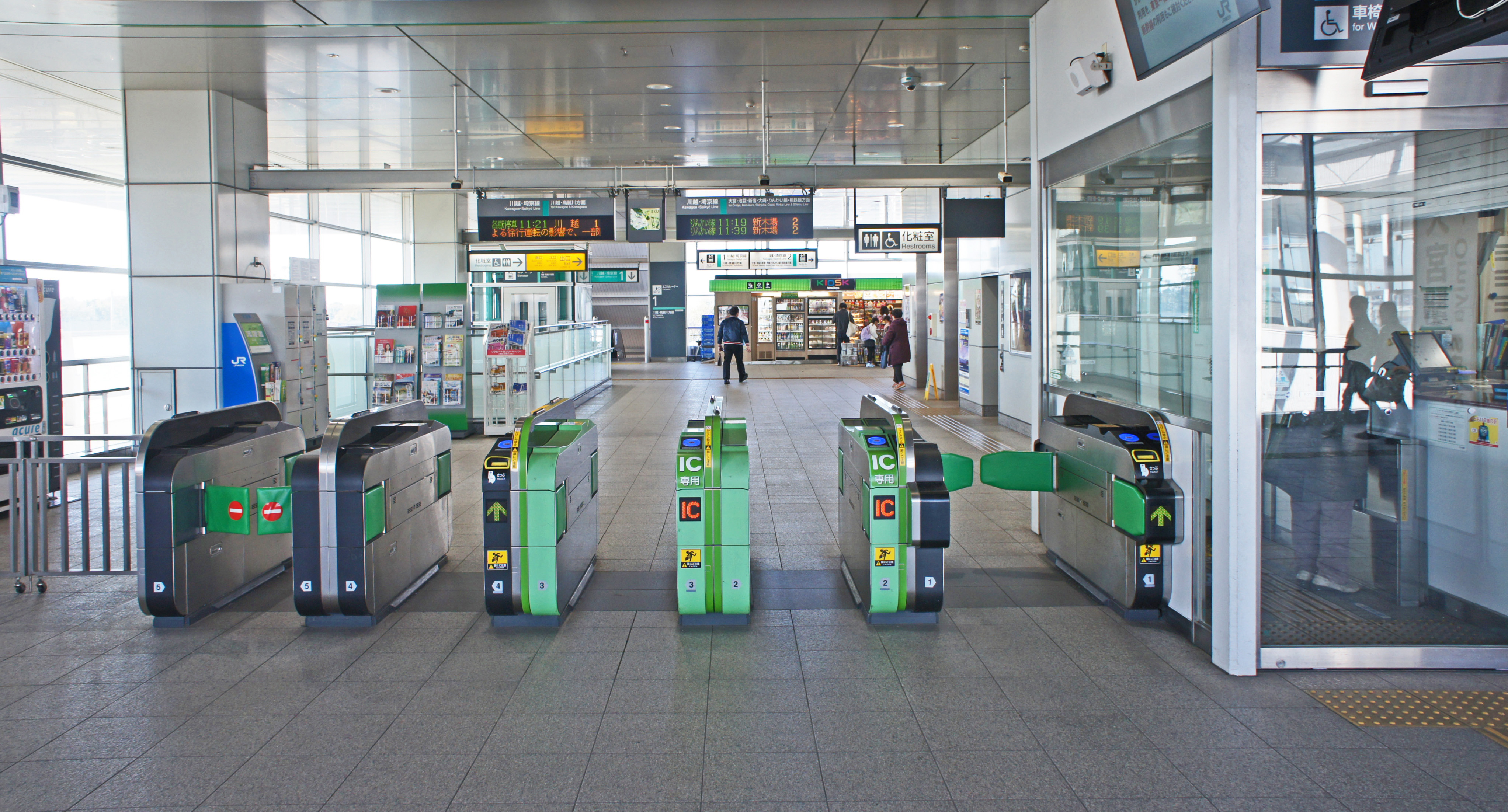
閘口（2019年11月）
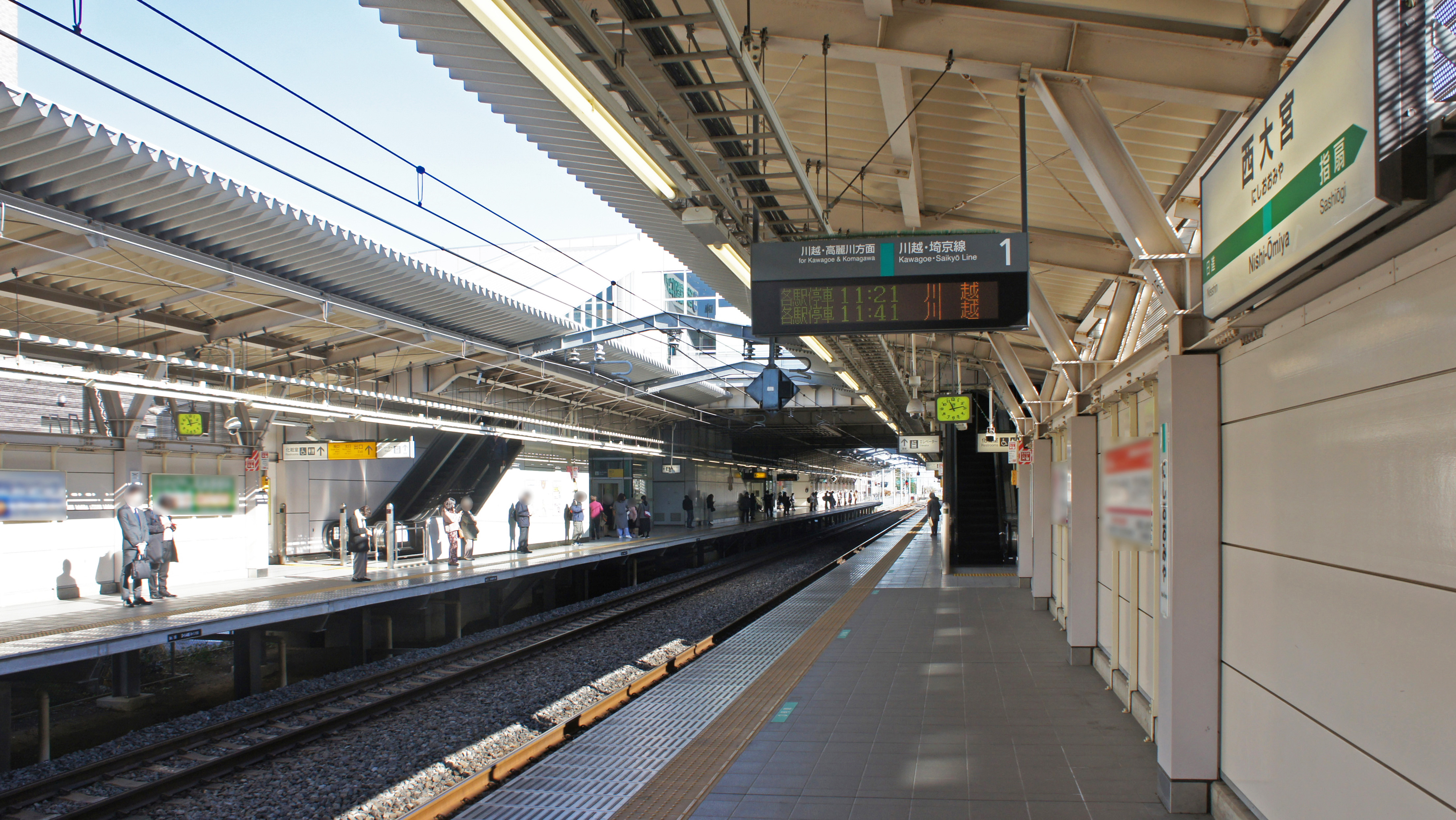
月台（2019年11月）

## 使用情況
2019年（令和元年）度的1日平均上車人次為11,158人。開業以來，上車人次有增加傾向。
開業以後一日平均上車人次的推移如下表。年度全體的上車人次除以365（若有閏日的年度則除以366）得出一日平均上車人次。
| 年度               | 1日平均上車人次 | 1日平均上車人次 | 1日平均上車人次 | 來源              |
| 年度               | 定期外          | 定期            | 合計            | 來源              |
| ------------------ | --------------- | --------------- | --------------- | ----------------- |
| 2008年（平成20年） | 1,621           | 1,803           | 3,424           | [ 埼玉県統計 1 ]  |
| 2009年（平成21年） | 1,210           | 3,410           | 4,620           | [ 埼玉県統計 2 ]  |
| 2010年（平成22年） | 1,352           | 4,181           | 5,533           | [ 埼玉県統計 3 ]  |
| 2011年（平成23年） | 1,488           | 4,732           | 6,221           | [ 埼玉県統計 4 ]  |
| 2012年（平成24年） | 1,679           | 5,351           | 7,030           | [ 埼玉県統計 5 ]  |
| 2013年（平成25年） | 1,826           | 5,955           | 7,782           | [ 埼玉県統計 6 ]  |
| 2014年（平成26年） | 1,944           | 6,188           | 8,133           | [ 埼玉県統計 7 ]  |
| 2015年（平成27年） | 2,102           | 6,736           | 8,838           | [ 埼玉県統計 8 ]  |
| 2016年（平成28年） | 2,182           | 7,005           | 9,187           | [ 埼玉県統計 9 ]  |
| 2017年（平成29年） | 2,309           | 7,387           | 9,696           | [ 埼玉県統計 10 ] |
| 2018年（平成30年） | 2,445           | 7,884           | 10,330          | [ 埼玉県統計 11 ] |
| 2019年（令和元年） | 2,513           | 8,644           | 11,158          |                   |

備註
1. ↑  2009年3月14日開業。開業日起至同年3月31日為止共18日間集計資料。

## 歷史
- 2006年（平成18年）度－動工興建。
- 2008年（平成20年）2月7日－決定站名，採用興建時使用的預定站名。
- 2009年（平成21年）3月14日－開業。

## 相鄰車站
東日本旅客鐵道
■川越線
■通勤快速、■快速、■各站停車（全部列車於川越線內均為各站停車）
日進－西大宮－指扇

### 使用情況
1. ↑  埼玉県. . 埼玉県.   [2020-05-20]. （原始内容存档于2017-07-29） （日语）.
2. ↑  . www.city.saitama.jp.   [2020-05-20]. （原始内容存档于2021-01-01）.

JR東日本2008年度以後上車人次
1. ↑  各駅の乗車人員（2008年度） （页面存档备份，存于） - JR東日本
2. ↑  各駅の乗車人員（2009年度） （页面存档备份，存于） - JR東日本
3. ↑  各駅の乗車人員（2010年度） （页面存档备份，存于） - JR東日本
4. ↑  各駅の乗車人員（2011年度） （页面存档备份，存于） - JR東日本
5. 1 2 3  各駅の乗車人員（2012年度） （页面存档备份，存于） - JR東日本
6. 1 2 3  各駅の乗車人員（2013年度） （页面存档备份，存于） - JR東日本
7. 1 2 3  各駅の乗車人員（2014年度） （页面存档备份，存于） - JR東日本
8. 1 2 3  各駅の乗車人員（2015年度） （页面存档备份，存于） - JR東日本
9. 1 2 3  各駅の乗車人員（2016年度） （页面存档备份，存于） - JR東日本
10. 1 2 3  各駅の乗車人員（2017年度） （页面存档备份，存于） - JR東日本
11. 1 2 3  各駅の乗車人員（2018年度） （页面存档备份，存于） - JR東日本
12. 1 2 3  各駅の乗車人員（2019年度） （页面存档备份，存于） - JR東日本

埼玉縣統計年鑑
1. ↑  .   [2020-07-27]. （原始内容存档于2020-02-02）.
2. ↑  .   [2020-07-27]. （原始内容存档于2020-02-02）.
3. ↑  .   [2020-07-27]. （原始内容存档于2020-02-02）.
4. ↑  .   [2020-07-27]. （原始内容存档于2020-02-02）.
5. ↑  .   [2020-07-27]. （原始内容存档于2020-02-02）.
6. ↑  .   [2020-07-27]. （原始内容存档于2020-02-02）.
7. ↑  .   [2020-07-27]. （原始内容存档于2020-02-02）.
8. ↑  .   [2020-07-27]. （原始内容存档于2020-02-02）.
9. ↑  .   [2020-07-27]. （原始内容存档于2020-02-02）.
10. ↑  .   [2020-07-27]. （原始内容存档于2020-02-02）.
11. ↑  .   [2020-07-27]. （原始内容存档于2020-03-18）.

## 外部連結
- 車站資訊（西大宮）：東日本旅客鐵道